# Fuji Television
Fuji Television (japonsky フジテレビジョン, Fudži Terebidžon), známá také jako Fuji TV (japonsky フジテレビ, Fudži Terebi), CX nebo na základě volacího znaku JOCX-DTV, je japonská televizní stanice, která byla založena v Odaibě ve čtvrti Minato v Tokiu. Je vlajkovou stanicí televizních sítí Fuji News Network (FNN) a Fuji Network System (FNS).
Stanice také provozuje tři prémiové televizní stanice, známé jako Fuji TV One (Fuji TV 739 – sport a varieté), Fuji TV Two (Fuji TV 721 – drama a anime) a Fuji TV Next (Fuji TV CSHD – živé prémiové pořady). Společně jsou nazývány Fuji TV OneTwoNext a jsou dostupné ve vysokém rozlišení.
Fuji Television vlastní a provozuje Fuji Television Network, Inc. (japonsky 株式会社フジテレビジョン, Kabušiki gaiša Fudži Terebidžon), jež je dceřinou společností holdingové společnosti Fuji Media Holdings, Inc. (japonsky 株式会社フジ・メディア・ホールディングス, Kabušiki gaiša Fudži Media Hórudingusu), a je přidružena ke skupině Fujisankei Communications Group.